# Lamborghini Aventador
De Lamborghini Aventador is een sportwagen van het Italiaanse automerk Lamborghini. De Aventador kwam in 2011 op de markt en is de opvolger van de Lamborghini Murciélago die in 2010 uit productie ging. Hij stond op de Autosalon van Genève en ging als LP700-4 in productie.

## Kenmerken

### LP700-4
In de loop van 2011 werden er steeds meer details bekend over de Murciélago-opvolger. Een belangrijk speerpunt bij de ontwikkeling van de Aventador was gewichtsreductie.
Als eerste werden de motor- en versnellingsbakgegevens vrijgegeven. Het betreft een nieuwe 6,5-liter 60° V12-motor die 700 pk levert. De krachtbron weegt slechts 235 kg. Deze brengt zijn krachten over via een gerobotiseerde handbak genaamd ISR (Independent Shifting Rod). Deze is 79 kg lichter dan een dubbelekoppelingversnellingsbak die tegenwoordig veel toegepast wordt. Tevens weegt hij 20 kg minder dan de huidige transmissie en in de 'Corsa'-stand duurt het schakelen 50 ms. Ter vergelijking: een Formule 1-auto doet dit in 40 ms. De krachten worden via een Haldex-koppeling verdeeld over alle vier de wielen.
Spoedig daarna werd ook de ophanging getoond. In tegenstelling tot zijn voorgangers zijn de schokdempers van de Aventador horizontaal geplaatst geïnspireerd op de Formule 1-auto's. Ook werden de carbon keramische remschijven getoond.
Daarna werd ook de grotendeels uit koolstofvezel opgetrokken monocoque getoond. Deze heeft een eigen gewicht van 147,5 kg en de complete body weegt slechts 229,5 kg. Ook het chassis is voor een groot gedeelte van koolstofvezel vervaardigd. Hiervoor sloeg Lamborghini de handen ineen met vliegtuigbouwer Boeing en de Universiteit van Washington. Het resultaat was een extreme stijfheid van 35.000 Nm/graad. Ter vergelijking: de Murciélago heeft een stijfheid van 20.000 Nm/graad.

### J Concept
Op de Autosalon van Genève van 2012 presenteerde Lamborghini de Aventador J Concept. Deze open versie van de Aventador heeft naast geen dak ook geen voorruit. De J Concept heeft dezelfde 6,5 liter V12-motor met 700 pk als de Aventador. De topsnelheid komt boven de 300 km/h te liggen. De J Concept is lichter dan de Aventador doordat de J Concept geen dak, geen airconditioning en geen navigatiesysteem heeft. De naam J komt van 'Bijlage J' uit het reglement van de FIA waarin de technische specificaties van aan FIA-races deelnemende auto's worden bepaald.

## Speciale edities

### Aventador S LP740-4

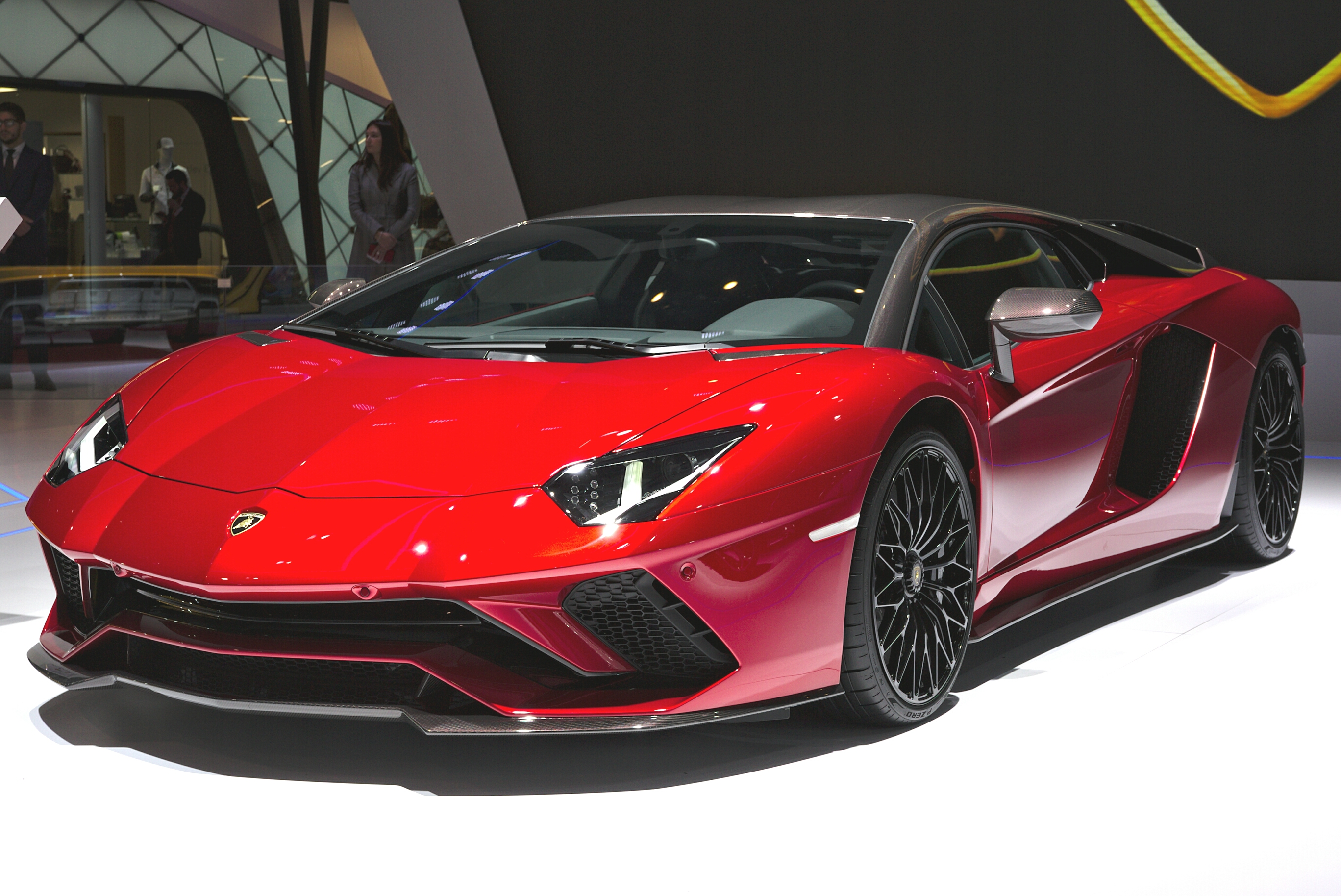
Aventador S LP740-4

De Lamborghini Aventador S werd onthuld op 19 december 2016. Daarna werd de 2017 Lamborghini Aventador S uitgebracht in India in Rs 5.01 crore. De 6,5 liter V12 levert nu 740 pk (544 kW, 730 pk) bij 8400 rpm (40 pk meer dan de standaard Aventador) en 690 Nm bij 5.500 tpm. De prestaties zijn hetzelfde als de standaard Aventador.
De S-uitvoering heeft vierwielbesturing, permanente vierwielaandrijving en een licht bijgewerkte vering. De veringstechniek is bekend als "Lamborghini Dinamica veicolo Attiva (LDVA) besturing. De LDVA heeft vier selecteerbare modi - Sport, Strada, Corsa en Ego (dwz individueel). Carbon keramische remmen zijn standaard (voor: 400 mm, achter: 380 mm). 
De neus werd vernieuwd met een grotere splitter vooraan en twee nieuwe luchtkanalen in de voorbumper. Aan de achterzijde heeft het een nieuwe zwarte diffusor met vinnen, en drie single exit uitlaten. Het heeft 130 procent meer neerwaartse druk aan de voorkant dan de standaard Aventador.

### Aventador LP750-4 Superveloce

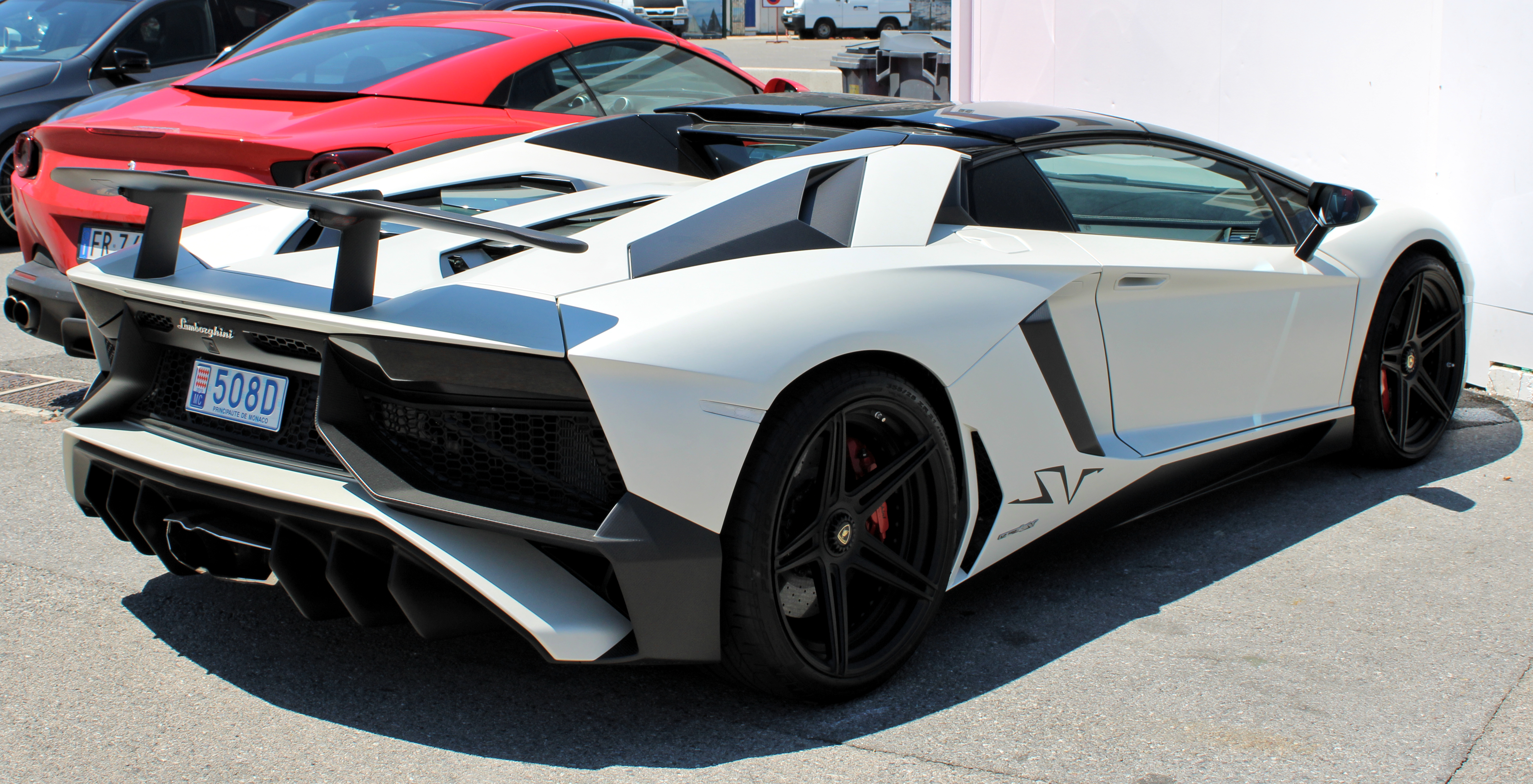
Aventador LP750-4 Superveloce Roadster

De Lamborghini Aventador LP 750-4 Superveloce werd aangekondigd op de maart 2015 Autosalon van Genève. Het voertuig beschikt over een verbeterde aandrijflijn met maximaal vermogen verhoogd tot 750 pk (552 kW, 740 pk) van de standaard coupe van 700 pk (515 kW, 690 pk). Gecombineerd met een gewichtsbesparing van 50 kg door het toegenomen gebruik van koolstofvezel binnen en buiten de auto heeft de LP 750-4 SV een vermogen/gewichtsverhouding van 1 pk gewicht tot 2 kg. De auto beschikt ook over verbeterde aerodynamica met een neerwaartse druk van 180% in vergelijking met de standaard Aventador coupe. Opmerkelijke aerodynamische upgrades zijn een herziene voorkant splitter en diffuser en een achterste vleugel.
Daarnaast is de rijdynamiek van de auto ook verbeterd, met nieuwe verbeterde elektronische besturing voor betere wendbaarheid bij hoge snelheden, magnetische pushrod ophanging voor betere hantering, en chassis-verbeteringen om de stijfheid te verhogen. Over het algemeen is de sprintsnelheid van de LP 750-4 SV's op de 0-100 km/h tijd gedaald van 2,9 seconden tot 2,8 seconden, met de theoretische topsnelheid van 350 km/h.
Levering van de auto begon in het tweede kwartaal van 2015, en de auto is verkrijgbaar in 34 basiskleuren.
Road & Track noteerde een 0-241 km/h tijd van 12,8 seconden en een 0-322 km/h tijd van 33,5 seconden, en een 0-402m valstrik snelheid van 227,4 km/h in maart 2016 0-322 km/h shootout.
Huidige modellen:
Huracán ·
Aventador ·
Urus
Uitvoeringen Lamborghini Gallardo:
Coupé ·
SE ·
Spyder ·
Superleggera ·
LP560-4 ·
LP560-4 Spyder ·
LP550-2 Valentino Balboni ·
LP570-4 Superleggera
Uitvoeringen Lamborghini Murciélago:
Coupé ·
Roadster ·
40th Anniversary ·
LP640 ·
LP640 Roadster ·
LP650-4 Roadster ·
LP670-4 SV ·
Reventón ·
Reventón Roadster
Oudere modellen:
350 GT · 
400 GT · 
Miura · 
Espada · 
Flying Star II · 
Islero · 
Jarama · 
Urraco · 
Countach · 
Silhouette · 
Jalpa · 
LM002 · 
Diablo · 
Murciélago ·
Gallardo
Concepten:
Alar ·
Asterion ·
Athon ·
Estoque ·
Sesto Elemento ·
Portofino